# 기독교에 대한 비판
기독교에 대한 비판은 기독교 자체 또는 교회나 기독교인에 대한 비판으로 기독교의 역사와 더불어 늘 있어왔다. 비판의 유형으로는 신학이나 기독교의 교리에 대한 비판, 성서의 내용에 대한 비판, 교회나 교인의 행위와 문화에 대한 비판 등이 있다.

## 문헌 비판

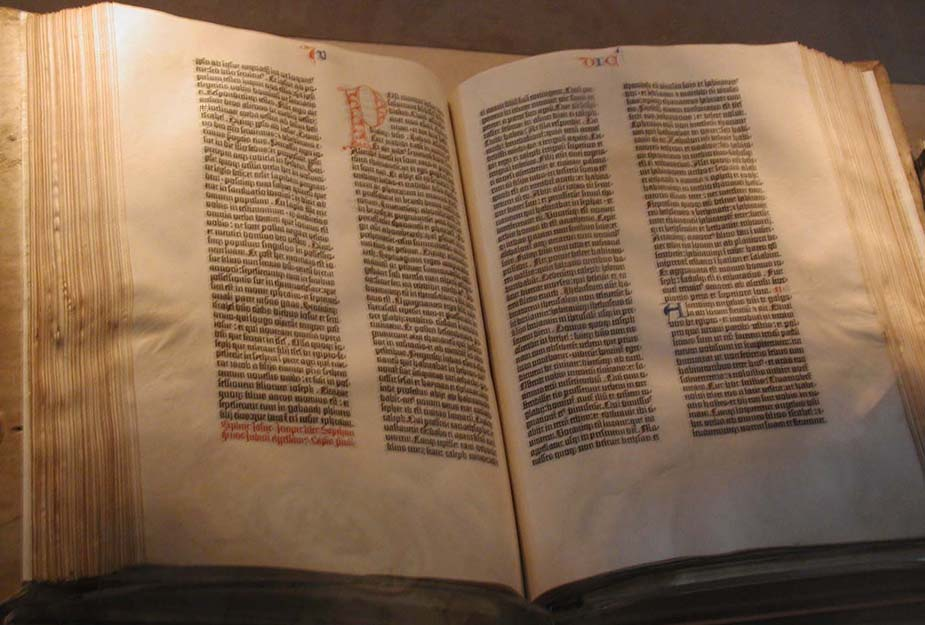
구텐베르크 성경

### 성서비평학
18세기 계몽주의 시기부터 다양한 방법으로 성서에 대한 비평이 이루어져 왔다. 학자들은 철학 서적이나 문학 서적을 비평하는 데 사용되었던 방법을 성서에도 적용하였다. 아직 세속에 대한 교회의 영향이 강하였던 당시에 학자들은 성서에 대한 이해를 높인다는 취지를 들어 성서비평을 옹호하였다. 성서비평학에서 다루는 주요 비판은 다음과 같다.
- 양식 비평(Form Critism) : 성서를 문학의 일종으로 보고 그 안에 들어있는 초기 구전 설화나 신화, 전설들에 대한 원전을 찾는다. 창세기에 담겨 있는 홍수 설화의 원전으로 길가메시 서사시를 드는 것과 같은 예가 있다.[3] 즉, 성서의 문학양식을 비평한다.
- 전승 비평(Traditional Critism) : 역사적으로 형성된 전승에 따라 성서의 내용이 바뀌어 간 것을 분석한다.
- 상위 비평 : 성서의 작가가 사용한 소재와 문학 기법에 대해 비평한다.[4]
- 하위 비평 : 성서에 사용된 문구를 분석하고 단일한 텍스트를 찾고 이해하는 것을 목표로 한다.[4]

성서는 종교와 교파에 따라서도 달리 이해된다. 보수적인 기독교 근본주의나 정통파 유대교, 카라이테 유대교에서는 성서에 쓰인 것이 틀림없는 역사적 사실이라고 여기지만, 자유주의 기독교도들은 성서에 쓰여진 이야기들 가운데에는 메소포타미아 문명의 신화를 비롯한 여러 가지 이야기가 다양한 경로를 통해 유입된 것들이 혼재되어 있다고 여긴다.
한편, 마르크스주의의 입장에서 출발한 유물론적 성서 해석은 성서가 주장하는 신의 존재 등은 논외로 하고 성서에 쓰여진 이야기를 고대 사회의 사회상을 연구하는 대상으로 삼는다.

### 편집에 대한 비평
고대 성서에는 수많은 판본이 존재하며, 그 내용들 역시 편차가 심하다. 구약 성서의 경우 현재의 모습을 갖춘 것은 기원전 3세기에 편찬된 70인역 이후로 알려져 있고, 신약 성서의 경우 4세기 무렵 4가지 주요 복음과 서간문들로 구성된 현재의 모습을 갖추었다. 따라서 이렇게 수록된 정경(定經)이외에 다양한 외경이 존재하고, 기독교 내에서도 종교와 교파에 따라 외경들을 대하는 태도는 다양하다.

## 신학과 교리에 대한 비판

### 범신론의 비판
바뤼흐 스피노자는 일원적인 범신론을 주장하였는데, 우주의 모든 삼라만상에 신이 편재되어 있으며 인격신은 존재하지 않는다고 생각하였다. 이러한 사상은 구세주로서 그리스도의 삼위일체를 주장하는 기독교와는 배치되는 것이었다. 범신론은 세계의 창조와 선악의 존재 이유에 대한 설명에 기독교의 하느님에 대해 사람을 신격화한 인격신을 개입시킬 이유가 없다고 생각한다.

### 무신론의 비판
무신론은 고대 그리스 시대 레우키포스와 데모크리토스의 원자론까지 거슬러 올라간다. 무신론은 초자연적인 존재를 부정하기 때문에, 기독교의 신이나 삼위일체 등이 실재하지 않는 인간의 상상에 불과하다고 여긴다. 루트비히 포이어바흐는 자신의 저서 《기독교의 본질》(독일어: Das Wesen des Christentums, 1841)에서 신은 인간의 필요에 의해 만들어진 상상이라 주장하였다. 포이어바흐의 무신론은 이후 많은 사상가들에게 영향을 미쳤는데, 카를 마르크스는 《포이어바흐에 대한 테제》에서 포이어바흐의 주장을 비판적으로 수용하였다.
프리드리히 니체는 《즐거운 지식》에서 “신은 죽었다”라는 유명한 문구를 남겼는데, 이 말은 일반적으로 인간은 도덕적 결정에 더 이상 신을 필요로 하지 않는다는 뜻으로 이해된다.

### 다른 종교의 비판

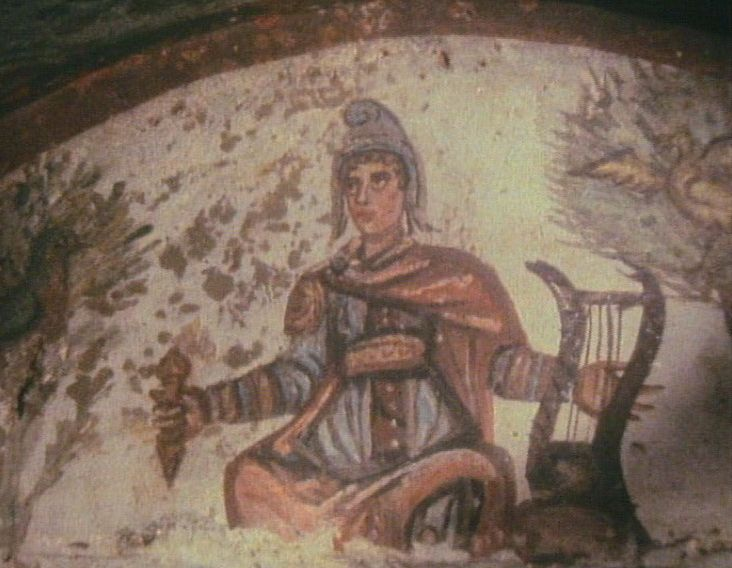
오르페우스로 묘사된 예수. 예수에 대한 인식은 시대와 종교에 따라 다르다.
로마시대 지하묘소의 벽화

기독교는 유대교, 이슬람교와 함께 아브라함계 종교에 속한다. 이들 종교는 모두 아브라함을 신앙의 시조로 여기며, 모세오경과 같은 경전을 공유하고 있다.
그러나, 유대교와 이슬람교는 각자의 믿음에 따라 기독교에 대해 비판적이다. 유대교는 예수를 성서에서 예언된 메시아로 인정하지 않는다. 한편, 이슬람교에서는 성서에 나오는 선지자들과 성사(聖使)인 무함마드와 함께 예수 역시 선지자의 한명이라 여긴다. 특히 수피즘에서는 사랑을 설파한 선지자로서 예수에 대해 특별한 존중을 보낸다. 그러나, 이슬람교에서는 삼위일체를 부정하며 예수는 인간일뿐이라고 여긴다.
아브라함계 종교 이외의 여러 종교에서 기독교는 자신들과 전혀 다른 가치관을 가진 별개의 종교로 다루어진다.
힌두교는 범신론을 기반으로한 다신교적 전통이 강한 종교이다. 힌두교의 입장에서 보면 유일신만을 인정하는 기독교의 신학은 매우 이질적인 것이다. 또한, 역사적으로 힌두교는 중세 이후 이슬람교와 지속적인 갈등을 겪고 있고, 근대에는 유럽 제국주의와 함께 들어온 기독교와도 갈등을 겪었다. 힌두교의 구루들은 기독교를 비롯한 다른 종교들이 진리에 이르는 강이라면 힌두교는 진리의 근원인 바다라는 인식을 지니고 있다.
불교의 경우 인도에서 비롯된 여러 초자연적 존재를 인정하나 교의의 핵심은 자신의 해탈에 있기 때문에, 기독교 신학의 핵심인 구원에 대해 부정적이다.

### 교파 간의 비판
기독교의 주요 교파들 사이에서도 서로의 신학이나 교리에 대한 비판이 있다. 기독교의 역사는 교파 분화의 역사이기도 하다. 로마 가톨릭 신학자이자 종교간의 대화를 주창하는 필라델피아 템플 대학교의 레너드 스위들러 교수는 《절대 그 이후》에서 예수는 살아있는 동안 유대교의 랍비로 인정받았으며 그 이후로도 오랫동안 기독교인들 역시 스스로를 유대교도로 여겼지만, 무엇이 예수를 따르는 "길"인가를 두고 겨루었던 여러 집단들은 결국 갈라서게 되었고, 유대교와 기독교의 분리에서 종교개혁에 이르기까지 분열이 계속되었다고 설명하고 있다. 제1차 니케아 공의회에서 채택된 니케아 신경에 따라 아리우스파는 이단으로 배격되었으며, 칼케돈 공의회 이후에는 콥트 교회가 분리되었다. 동서 교회의 분열과 같은 교회의 대분열이후에는 로마 가톨릭과 동방정교회가 분리되었고, 종교 개혁이후에는 루터교, 성공회, 칼뱅주의와 같은 개신교들이 분리되었다.
이들 각 기독교 교파들은 서로 다른 역사적 전통과 신학을 가지고 있고, 일부 교리에 대해 서로 배타적이기도 하다. 예를 들어 콥트 교회는 단성설을 따르며, 대부분의 개신교는 성인의 전구(轉求)를 부정한다.

### 기적에 대한 비판

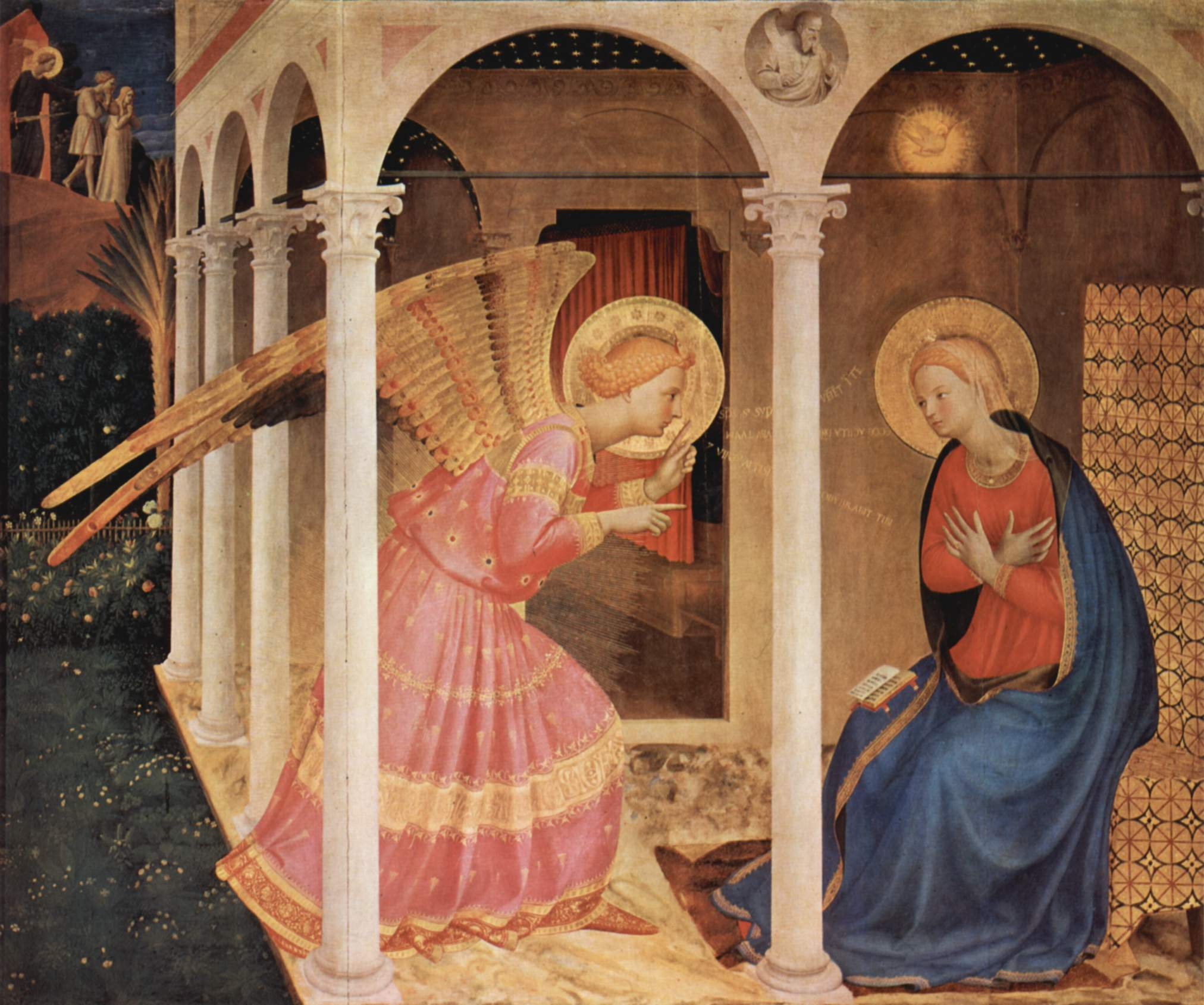
성모영보. 가브리엘이 예수의 수태를 알리고 있다.

기독교의 교리는 다양한 기적에 대한 믿음을 바탕으로 하고 있다. 성모의 처녀 잉태와 예수의 부활, 그리고 예수의 승천은 기독교 신학의 핵심을 이룬다. 그러나, 기적은 경험적으로 관찰할 수 있는 것이 아닐 뿐만 아니라 문자로 된 기록은 비판적 사고를 통하여 작가의 글쓰기 취지를 살펴야 한다는 독서의 기초적인 방법에 반하여 문자 그대로 사실로 받아들이는 것에 대해 오래전부터 의심과 비판의 대상이 되어왔다. 신약 성서 자체에서도 사도 토마스의 의심을 기록하고 있으며, 기적을 의심없이 믿는 것이 기독교의 본질 가운데 하나임을 강조하고 있다. 기독교는 성서에 기록된 이외에도 믿음에 의해 기적이 일어날 수 있다고 믿는다. 로마 가톨릭은 엑소시즘으로 악령을 쫓을 수 있다고 공식적으로 인정하고 있고, 여러 개신교에서도 안수 기도로 인한 치유와 같이 신의 은총으로 기적이 일어날 수 있다고 믿는다.
기적에 대한 비판에는 다양한 입장이 있다. 우선, 기독교 교인 가운데에서도 기적에 대해서는 회의적인 시각이 있어왔다. 파스칼은 《팡세》에서 "사람들은 이따금씩 일어나는 사건을 비록 그 원인을 모를 지라도 여지것 본적 없는 기적으로 간주한다" 고 기적에 대해 회의적인 입장을 드러내었지만, 우리가 신이 무엇인지 안다고 생각하는 것은 자만이며 기적의 존재 여부가 믿음의 바탕이 되어서는 안 된다고 생각하였다. 칸트는 순수한 이성에 의해서도 기독교 신앙이 유지될 수 있다고 보았으며, 따라서 복음의 내용 가운데 이성에 반하는 기적에 대한 강조는 점차 사라져야 할 것으로 보았다. 한편, 리처드 도킨스와 같은 무신론자들은 기적이 상상의 산물이거나 지어낸 이야기라고 생각한다.
예수에 대해 "전설이었다가 후대에 역사적 사실로 둔갑되었다"고 하면서 "예수가 체포되기 전에 제자들을 풀어주기로 했는데 이것이 인류에 대한 구원으로 확대되었다"고 말했던 <예수라는 망상>이라는 책을 저술한 독일의 신학자 하인츠-베르너 쿠비차는 이데올로기와 종교에 대해서 "자신들이 진리를 보유하고 있다'는 이들에 대하여 비판적인 태도를 항상 지니세요. 당신 스스로 생각하고, 교회라는 수례에 몸을 맡기지 말고, 신앙인의 무리에 휩쓸리지도 마세요. 모든 인간을 위한 단 하나의 가치가 있다면, 당신을 설득하려는 모든 사람을 의심하세요. 스스로 자신의 삶에 의미를 부여하세요."라는 비판적 사고에 있어 기본에 해당하는 한마디를 남겼다. <예수라는 망상>이라는 책은 대한민국 저자 중에서 옥성호 작가의 <신의 변명>과 유사한 부분이 있고 17세기와 18세기를 걸쳐 살았던 헤르만 라이마루스 과격한 상상력이 가미된 비판적 접근은 배제하였다. 쿠비차의 지적과 관련하여 기독교는 자신들이 진리라고 하면서 "예수 불신 지옥", "예수만이 구원"이라고 하면서 다종교 구원을 말하는 세계교회협의회 등의 통합주의, 다원주의를 이단이라며 배척하고 있는 가운데 대한민국 차별금지법에 대해 "종교의 자유에 있어 역차별"이라며 입법 반대를 하고 있다.

## 교회에 대한 비판
기독교의 신학에 대한 비판과는 별개로 기독교도의 모임인 교회의 사상, 행위, 문화 등에 대한 비판이 존재한다.
종교 개혁 당시 루터교 등의 개신교는 로마 가톨릭 교회가 보인 타락을 강하게 비판하였다. 특히 면죄부를 금전을 주고 받아 판매한 것, 고위 성직자의 도덕적 타락과 부패 등은 주요 비판 대상이었다. 근대에는 유럽의 열강들이 기독교의 전파를 명분으로 교회를 제국주의의 도구로 사용하였다는 비판이 있다.

### 기독교와 식민지배

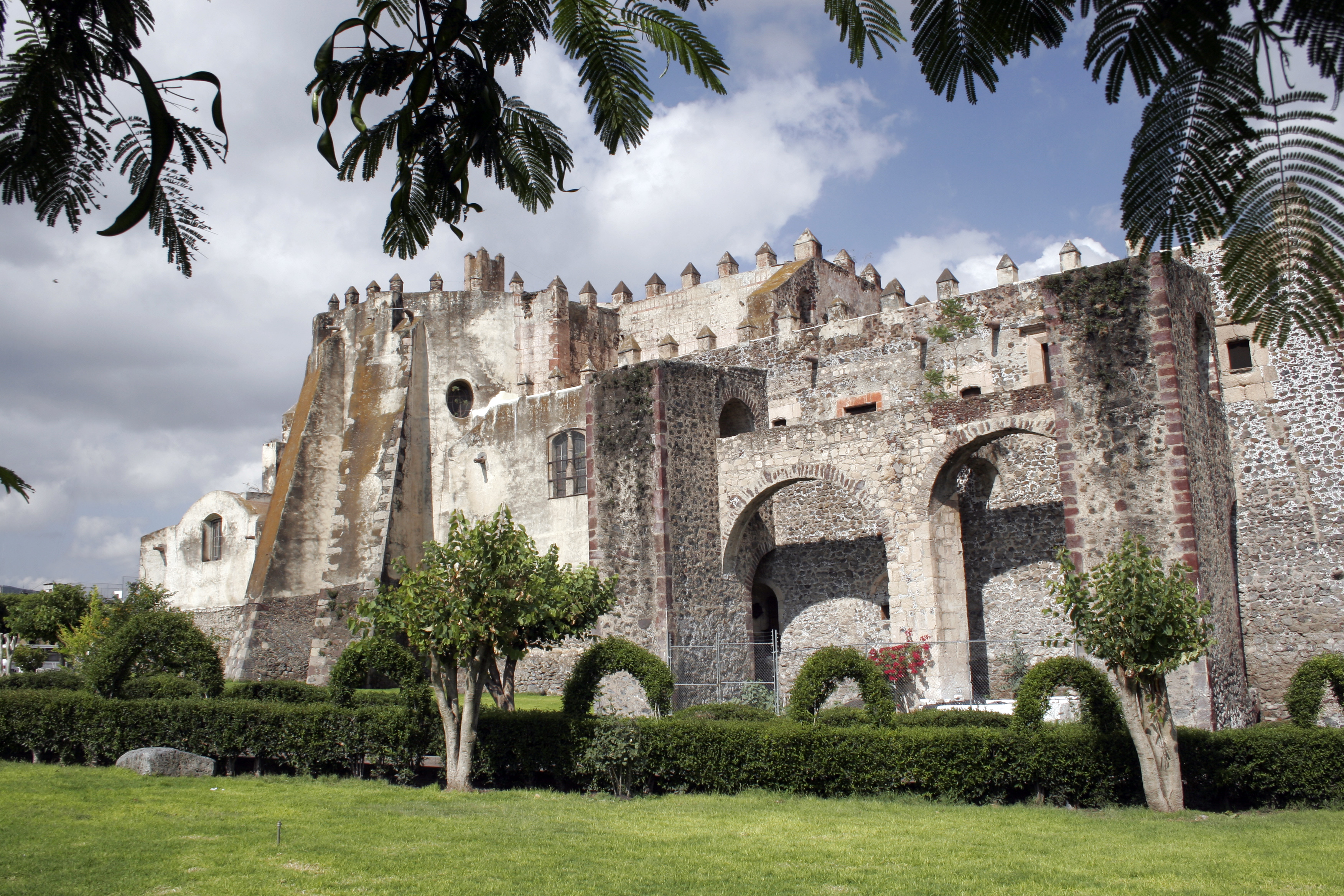
1550년 멕시코 유리리아에 세워진 가톨릭 선교원

유럽의 열강들이 제국주의 정책을 펼치던 시기, 기독교는 로마 가톨릭, 러시아 정교회, 개신교를 가리지 않고 식민주의에 연관되어 있었다. 식민 열강들은 교회를 자신들의 "종교적 무기"로 사용하였다. 기독교 선교사들은“미개인들의 바다에 솟은 이상적인 경건함의 모범이자 눈에 보이는 성인”으로 묘사되곤 하였다. 하지만, 20세기 중반에 들어 이들 기독교 선교사에 대한 평가는 “맹목적인 신념으로 식민 침략에 일조한 이데올로기적 쇼크”로 바뀌었다.

### 기독교 근본주의에 대한 비판
기독교 근본주의는 축자영감설과 성서무오설을 특징으로 하는 기독교 내의 운동이다. 이들은 성서에 쓰인 내용이 역사적으로나 과학적으로나 분명한 사실이라고 믿으며, 이에 반하는 진화론을 반대한다. 1925년 미국에서 있었던 원숭이 재판이나, 2005년 키츠밀러 대 도버 교육위원회 재판과 같이 교육과정에서 진화이론을 금지시키거나 창조론, 또는 지적설계론을 함께 가르쳐야 한다고 주장하기도 한다.
기독교 근본주의는 기독교 내부에서도 많은 비판을 받고 있다. 한국성공회대학교의 신학 교수 임희숙은 《기독교 근본주의와 교육》에서 기독교 근본주의가 가부장제를 옹호하고 사회의 여러 가지 차별을 부당하게 신의 섭리인 것으로 옹호한다고 지적한다.
기독교 근본주의는 사회 정치적으로 극단적인 보수주의를 표방하고 있다고 비판받는다.

### 교회 문화에 대한 비판
기독교인 사이에 형성되어 있는 문화와 관습은 종종 비판의 대상이 되어왔다.
초기 기독교는 유대교의 선민사상에 대해 비판적이었고 유대인뿐만 아니라 다양한 민족을 차등없이 받아들였다. 사도행전 10장에는 베드로가 꿈에 계시를 받고 유대인뿐만 아니라 이방인도 받아들이게 되었다고 쓰고있다. 그러나, 기독교가 로마제국의 국교로 받아들여지게 된 이후 이교도와 달리 자신들만이 구원을 받을 수 있는 선민이라는 사상이 생겨나게 되었고, 제국주의 시기에는 참다운 신으로부터 구원받을 수 있는 자신들만이 동양의 미개인들을 개화시킬 수 있다는 식민주의 합리화로 이어졌다.
이러한 선민 사상 때문에 근대 이후 개신교는 전파 과정에서 다른 문화의 고유 전통과 마찰을 빚었다. 치누아 아체베는 《몰락》을 통해 기독교가 아프리카 이보 마을의 오콩보 문화를 파괴하는 과정을 그렸고 한국의 경우 조선 후기 천주교가 들어왔을 때 귀신에 대한 우상 숭배라며 제사를 거부하는 문제로 심각한 갈등을 빚어 유교가 절대 가치이던 조선 왕조로부터 탄압을 받는 원인이 되었고, 오늘날까지 다수의 개신교 교파는 제사를 인정하지 않고 있다.
예수는 기도를 함에 있어 겉으로 드러내는 외식을 금지하면서 은밀하게 하도록 가르쳤으나 구약에서 정한 "울부짖으라"는 등의 내용을 근거로 소리 높여 크게 외치면서 외부에 자신이 기도하는 모습이 드러나도록 하고 있으며 또한 "오른손이 하는 일을 왼손이 모르게 하라"거나 성전에서 환전상과 동물 장삿꾼을 쫓아낸 일화, 피 흘림으로 인하여 제물을 바치는 형식이 폐하여졌음에도 불구하고 예배나 기도회 등의 각종 집회에서 헌금함이라고 부르는 돈통을 돌리면서 예배하는 장소에서 돈을 주고 받아 성경에 1만 가지의 악이라고 되어 있는 돈을 하나님에게 바치는 봉헌을 하며 누가 돈을 내는지 확인할 수 있게 할 뿐만 아니라 심지어 봉투에 성명 등 인적사항을 기재하여 누가 얼마나 냈는지 밝히게 하고 있다.
공유사상의 기독교와 사유사상의 자본주의는 "물과 기름처럼 공존할 수 없다"는 태생적 한계를 가진다는 것이 일반적이나 기독교는 교인들에게서 강제적으로 모금한 자본력을 바탕으로 자신들이 판단하기에 가난하다고 생각하는 사람들을 상대로 돈으로 유혹하여 끌어들인다.

## 윤리 문제에 대한 비판

### 노예제
노예제에 대한 초기 기독교의 입장은 거부하는 경우에서부터 인정하거나 무시하는 경우까지 매우 다양하다. 이러한 입장은 초기 기독교의 뿌리인 유대교와 당시 팔레스타인이 속해있던 로마 제국의 문화에 기반한 것이었다. 구약 성서와 신약 성서는 모두 당시 현존하던 노예제를 인정하고 있다.
노예와 관련한 기독교의 가르침 가운데 가장 초기에 해당하는 것에는 사도 바울이 남긴 필레몬에게 보낸 편지가 있다. 종종 자기 스스로를 "주님의 종"이라 표현하였던 바울은 필레몬에게서 도망친 노예 오네시모를 돌려보내며 그 역시 기독교인이므로 자신을 대하듯 대하여 달라고 당부한다. 바울은 노예제를 인정하였지만, 주인은 노예를 공정하게 대하여야 한다고 말하였다. 전승에 의하면 교황 비오 1세와 교황 갈리스토 1세는 노예 출신이라고 한다.
중세는 물론이고 근대에 이르기까지 기독교는 노예제를 부정하지 않았다. 이 시기 기독교는 신 앞에 인간이 모두 평등하다고 하지만, 인간 세상에서 신분이 귀천(貴賤)으로 나뉘는 것 역시 당연한 것이라 여겼다. 17세기에 이르러 재세례파가 최초로 노예제 폐지 운동을 시작한 이후에야 기독교 내에서 노예에 대한 문제 제기가 시작되었다. 장로교 신자였던 헤리엇 비처 스토가 《톰 아저씨의 오두막》을 출간하며 노예제 폐지를 주장한 것은 1852년의 일이었다. 그러나 당시까지도 많은 교회에서는 노예제가 신의 뜻에 어긋나지 않는다고 여겼다.

### 여성

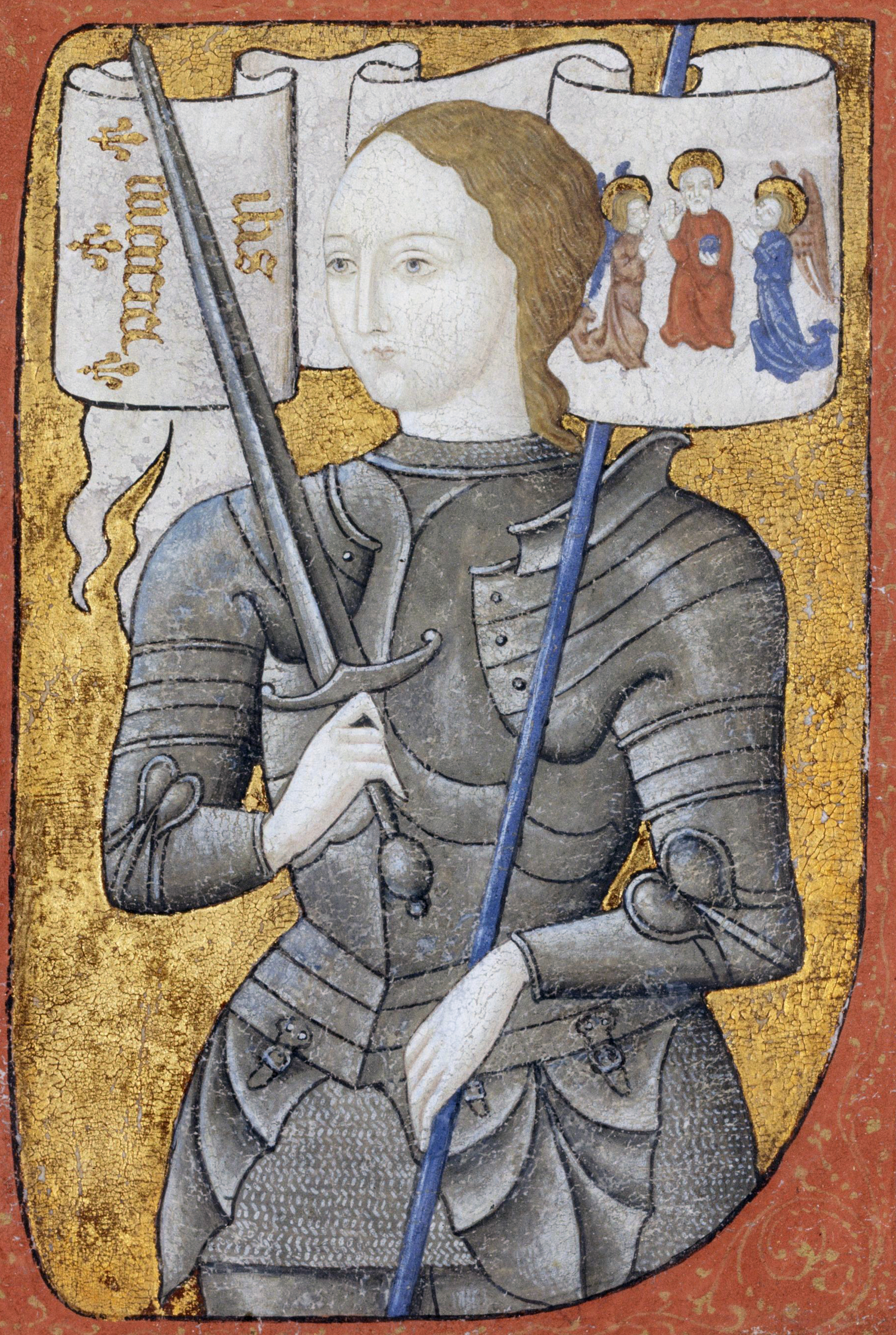
잔다르크는 잉글랜드에 의해 이단으로 몰려 화형당하였다. 로마 가톨릭교회는 훗날 잔다르크를 성인으로 시성하였다.

다수의 여성주의 주창자들은 성서가 “남성”인 신과 “남성”인 성직자, “남성”중심의 이야기로 가부장제를 옹호한다고 비판한다. 예를 들어, 바울 서신에는 많은 수의 여성 사도들이 등장하지만, 이들은 사역과 지도자의 위치에서 이등으로 취급받았다고 지적한다. 고린토인들에게 보낸 첫째 편지 14장 34절에서는 “여자들은 교회 집회에서 말할 권리가 없으니 말을 하지 마십시오. 율법에도 있듯이 여자들은 남자에게 복종해야 합니다.”라고 하고 있다. 미국의 여성참정권 운동가였던 엘리자베스 케이디 스태턴(Elizabeth Cady Stanton)은 《여성의 성서》에서 “성서는 창세기에서 묵시록까지 여성을 비하하고 있다”라고 주장하였다.
한편, 하버드 대학교의 교수 캐런 리 킹(Karen Leigh King)은 '초기 기독교 공동체에서 지도자로 활동한 많은 여성들이 있었지만, 후대에 이들에 대한 기록은 의도적으로 축소되거나 지워졌다'고 주장한다.
오늘날에는 기독교 내 여성의 지위에 대해 다음과 같은 견해가 있다.
- 기독교 여성주의는 여성주의의 입장에서 교회내 여성의 지위가 향상되어야 한다고 생각한다.[52]
- 기독교 평등주의는 성별이 아닌 능력에 따라 성직에 참여할 기회가 보장되어야 한다고 생각한다.[53]
- 상호주의는 남성과 여성이 교회내에서 평등하게 대우받아야 하지만 서로 다른 점도 있다는 것을 인정하여야 한다고 생각한다.[54]

일부 기독교인들은 신이 하느님 “아버지”로 불리는 것은 성서가 쓰인 시점에 사람들이 갖고 있던 가부장제 관습에 의한 것일 뿐이라고 생각한다.
오늘날에도 미국 장로교(PCA)를 비롯해 다수의 기독교 교파는 여성이 성직자가 되는 것을 금지하고 있다. 미국 남침례회는 2000년 《침례교 신앙과 메시지》를 채택하면서 여성이 목사로 안수받는 것을 인정하지 않았다. 로마 가톨릭뿐만 아니라 여러 개신교 교파에서도 여성이 목사나 신부와 같은 지위를 갖는 것을 허락하지 않는다. 한편, 성공회 등의 교파에서는 여성 사제를 허용하고 있다.

### 폭력

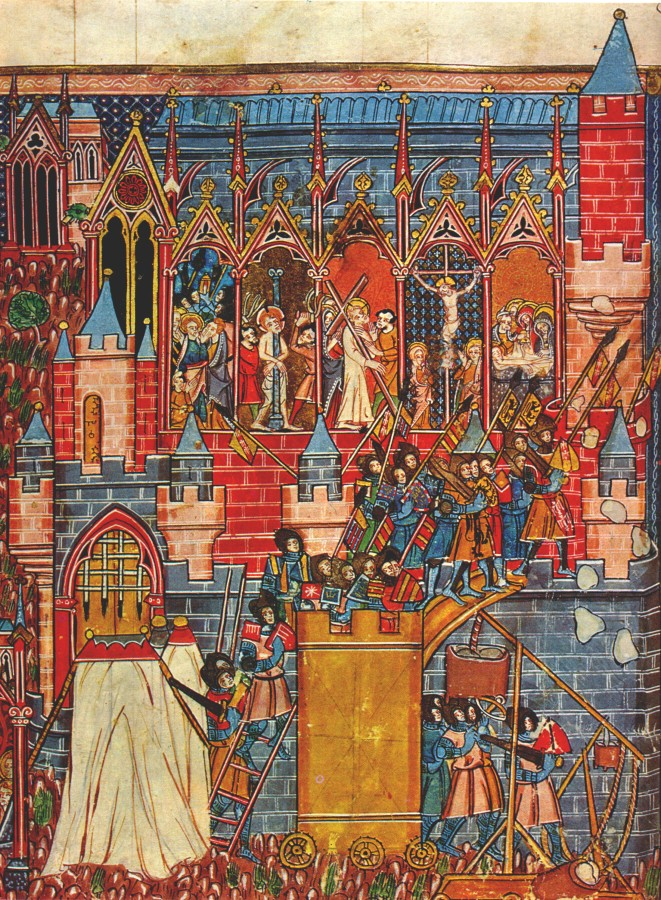
예루살렘을 함락한 십자군은 시민을 학살하였다. 시민 가운데는 무슬림과 유대인 뿐만 아니라 기독교인 동방교회 신자들도 있었다.

예수는 “누가 오른뺨을 치거든 왼뺨마저 돌려 대고 또 재판에 걸어 속옷을 가지려고 하거든 겉옷까지도 내주어라” 고 폭력과 보복을 부정하였다. 초기 기독교인들은 폭력에 대해 부정적이었다. 4세기 콘스탄티누스 1세 이전까지 기독교인들은 전쟁에 참여한 바도 없고 2세기 교부 유스티누스는 이사야가 예언한 평화의 약속이 그리스도 안에서 실현되었다고 선포하기도 하였다.
그러나, 기독교는 신의 이름으로 많은 폭력과 학살, 전쟁을 일으켰다. 기독교가 행한 폭력에는 십자군 전쟁과 같이 다른 종교에 대한 증오로 비롯된 전쟁도 있었고, 30년 전쟁과 같이 로마 가톨릭과 개신교 사이에서도 폭력도 있었다. 히틀러가 자행한 홀로코스트에 대해 기독교의 가치를 몰락시킨 것이라고 보는 견해도 있지만, 기독교인 사이에 오랫동안 있어왔던 유대인 혐오를 이용하였다는 견해도 있다. 기독교가 오랫동안 유대인을 원수처럼 대한 것은 명백한 사실이고, 로마 가톨릭은 홀로코스트에 대해서 침묵하였다.
교황 요한 바오로 2세는 2002년 1월 4일 십자군이 1204년 동로마제국의 수도이자 동방정교회의 중심지인 콘스탄티노플(현 이스탄불)을 점령함으로써 동방정교회와의 관계를 완전 단절시킨 것을 공식 사과했다. 그러나, 이 사과문 속에서도 십자군의 행동은 “성지를 수호하기 위한”것으로 평가되고 있다.
오늘날에도 기독교 교파 사이에는 정의의 실현을 위해 폭력을 사용하는 것이 정당하다고 보는 견해와 어떠한 경우에도 폭력이 정당화될 수 없다는 견해가 혼재되어 있다.

## 과학과의 관계

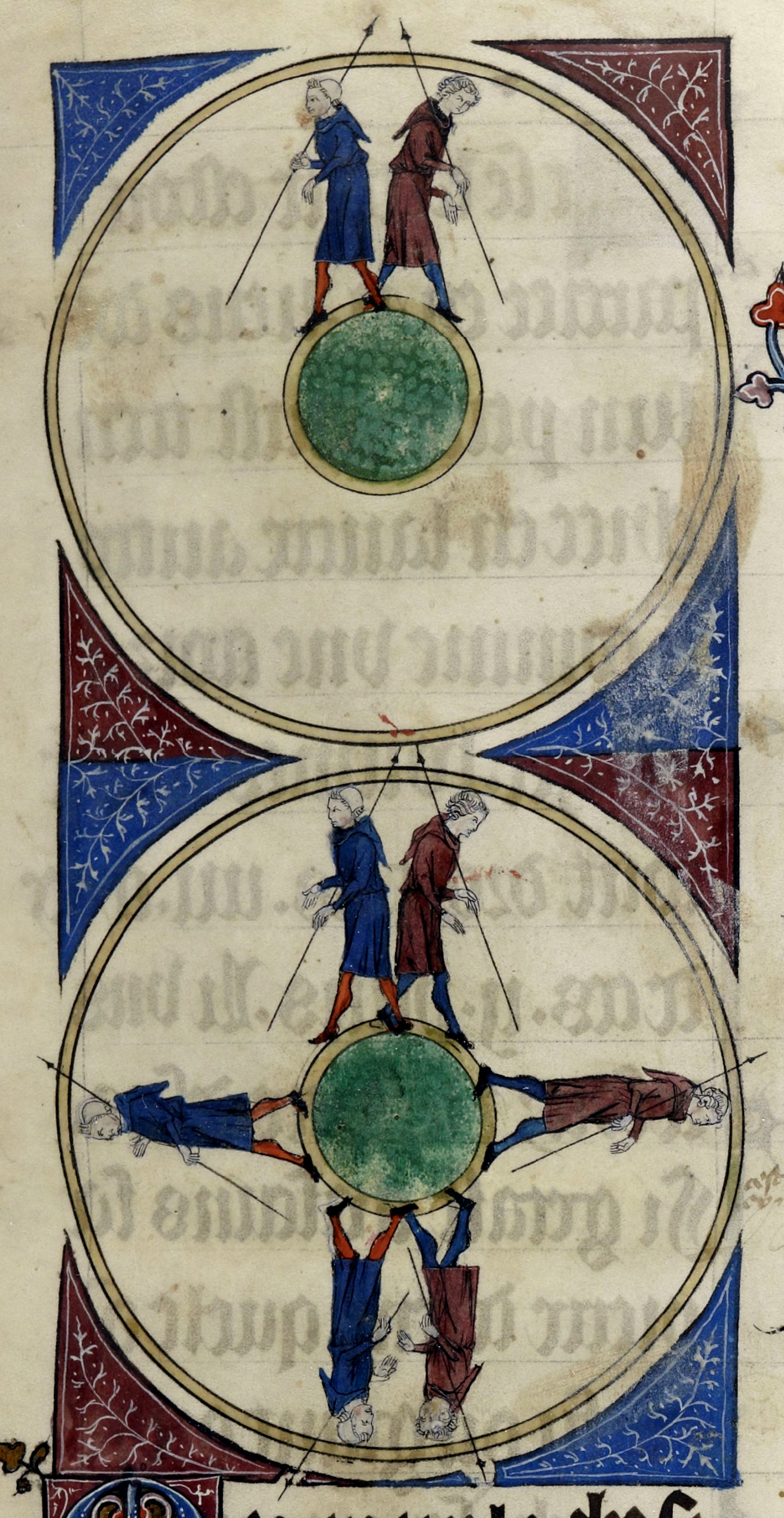
12세기에 그려지고 14세기에 필사된 둥근 지구를 설명하는 삽화. 중세인들도 지구가 둥글다는 것을 알고 있었다.

20세기 초까지도 지구는 평평하지 않으며 둥글다고 밝힌 것은 종교적 독단에서 자유로운 과학의 업적이라고 여기는 경우가 일반적이었다. 그러나, 사실 중세인들도 지구가 둥글다는 것을 분명히 인식하고 있었으며, 교회 역시 지구가 평탄하다고 주장하지는 않았다. 오늘날 과학사를 연구하는 학자들은 교회와 과학이 이런 식으로 상호배타적인 충돌을 일으키지는 않았다고 본다. 기독교가 사회 모든 영역에서 기반을 이루던 중세 유럽에서 수도원과 대학에서는 과학적 연구가 이루어지고 전수되는 중요한 장소였다. 19세기에 유전법칙을 발견한 그레고어 멘델 역시 로마 가톨릭의 수사였다.
그러나, 과학 혁명 이후 과학의 새로운 발견은 종종 기독교와 충돌을 일으켰다. 찰스 다윈의 《종의 기원》 발표 이후에 일어난 진화에 대한 논쟁을 가장 격렬하였던 충돌 사례로 들 수 있을 것이다. 기독교 내에서 진화에 대한 입장은 여전히 논쟁 거리이다. 일각에서는 유신진화론과 같이 기존의 창조론에 등장하는 창조 신화의 다양한 내용을 진화 이론의 입장에서 해석하고 신이 "진화의 목적"을 갖고 있다고 믿는다. 다른 한편에서는 창세기의 내용이 문자 그대로 사실이며 생물학에서 일반적으로 받아들여지고 있는 진화는 거짓이라고 주장하기도 한다. 이런 주장 가운데 극단적인 경우는 창조과학같은 사이비적 주장을 하거나 지적설계론과 같은 유사과학을 학교 생물학 교육과정에 포함시켜야 한다고 주장하기도 한다.
갈릴레오 갈릴레이가 “그래도 지구는 돈다”라고 말했다는 것은 후대에 지어진 이야기일 뿐이고, 1633년 6월 22일 종교재판 판결문 전문과 갈릴레이가 작성한 지동설 철회문이 알려져 있기는 하지만 갈릴레이가 당시 교회에 의해 지지되던 클라우디오스 프톨레마이오스의 지구 중심설을 부정하고 태양 중심설을 주장하였기 때문에 교회로부터 직접적인 탄압을 받았다는 이야기 역시 후대에 과장된 것이라고 한다. 그러나, 교회가 신학적인 이유를 들어 코페르니쿠스를 비롯한 여러 과학적 발견에 대해 부정한 것은 분명한 사실이다. 《천구의 회전에 관하여(De revolutionibus orbium coelestium)》가 발간되자 개신교는 즉각 반발하였으며, 로마 가톨릭도 1616년 교황청의 금서 목록에 올렸다가 1758년 해제하였다.

## 같이 보기
- 반가톨릭주의
- 반교권주의
- 문자주의
- 기독교 근본주의
- 예수의 비판
- 그리스도 신화론
- 루트비히 포이어바흐
- 기독교 박해